# Oakdale (Califórnia)
Oakdale é uma cidade localizada no estado americano da Califórnia, no Condado de Stanislaus. Foi incorporada em 24 de novembro de 1906.

## Geografia
De acordo com o United States Census Bureau, a cidade tem uma área de 15,7 km², onde 15,6 km² estão cobertos por terra e 0,1 km² por água.

### Localidades na vizinhança
O diagrama seguinte representa as localidades num raio de 16 km ao redor de Oakdale.

## Demografia
Segundo o censo nacional de 2010, a sua população é de 20 675 habitantes e sua densidade populacional é de 1 321,63 hab/km². Possui 7 822 residências, que resulta em uma densidade de 500,02 residências/km².